# Сиреневая моль-пестрянка
Сире́невая моль-пестря́нка, или сире́невая моль (лат. Gracillaria syringella), — вид чешуекрылых из семейства молей-пестрянок (Gracillariidae). Вредитель городских зелёных насаждений. Минирует и сворачивает в трубку листья сирени, ясеня и бирючины. Изначальный ареал ограничен Европой. В начале XX века с саженцами сирени попал в Северную Америку, в начале XXI века обнаружен на юге Западной Сибири. В течение года обычно развивается два поколения, в степной и лесостепной зоне может быть до четырёх поколений.

## Описание

### Имаго
Голова покрыта длинными белыми и серо-коричневыми чешуйками. Верхнечелюстные и верхнегубные щупики выступают вверх перед головой. Галея нижних челюстей образует хоботок длиной 4 мм. Усики нитевидные, достигают кончиков крыльев. Тело сверху покрыто серыми чешуйками. Брюшная сторона почти белая.
Размах крыльев имаго составляет 11—12 мм. Задние крылья немного короче передних. Передние крылья желтовато-бурые с характерным рисунком из коричнево-красных и светло-жёлтых пятен и бурых линий. Задние крылья бурого цвета. Внутренний край обеих пар крыльев окаймлён длинными волосками. Нижняя сторона обеих пар крыльев светло-серая.
Передние ноги широко расставлены и направлены вперёд. Задние ноги расположены по бокам брюшка. На голенях задних ног имеется две пары шпор. Одна пара находится на концах голеней, а вторая в дистальной трети длины голеней. Голени средних ног имеют только концевую пару шпор. Шпоры асимметричны, расположенная ближе к телу шпора имеет большую длину. На голенях передних ног шпор нет. На прегенитальных сегментах брюшка самцов находятся пара андрокониальных пучков из нитевидных чешуек. Лопасти вальв широкие, покрыты щетинками везде, кроме самой вершины.

### Яйцо
Яйца овальные, 0,42—0,54 × 0,19—0,26 мм. Отложенные яйца прозрачные. Их поверхность имеет сетчатую структуру. По мере развития яйцо становится непрозрачным.

### Гусеницы

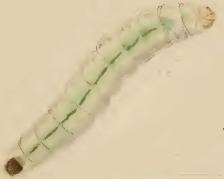
Гусеница сиреневой моли-пестрянки

Гусеницы имеют пять возрастов. На первых трёх стадиях лусеницы минируют листья, а последние две скручивают их. Гусеницы первого возраста полупрозрачные, сплюснутые, тело их разделено на голову и 13 других сегментов (три грудных и десять брюшных). Десятый сегмент очень маленький. Голова клиновидная, ротовые органы направлены вперёд. Мандибулы трёхзубчатые светло-коричневые, сильно склеротизированы. У гесениц второй стадии мандибулы становятся четырёхзубчатыми, остальные признаки — как у гусениц первого возраста.
Гусеницы третьего возраста имеют светло-зелёный цвет из-за хлорофилла, находящегося в их кишечнике. Ротовые органы направлены вниз. На нижней губе появляются шёлковыделительные железы. На груди появляются три пары ног. Каждая нога состоит из трёх сегментов и заканчивается длинным коготком. На 3, 4, 5 и 10-м брюшных сегментах образуется по паре выступов, на каждом из которых расположены один или два кольца крючков.
Гусеницы четвёртого возраста — светло-зелёные, цилиндрические. Головная капсула — светло-коричневая. Шелковыделительные железы становится больше. Другие признаки — как у предыдущей стадии. Окраска гусениц пятого возраста меняется от зелёной до желтовато-белой по мере взросления и прекращения питания. Голова коричневого цвета.
| Возраст     | Длина, мм | Ширина, мм | Продолжительность развития, суток |
| ----------- | --------- | ---------- | --------------------------------- |
| I возраст   | 0,44—1,36 | 0,16—0,20  | 4—5                               |
| II возраст  | 0,88—2,20 | 0,20—0,28  | 4—5                               |
| III возраст | 2,08—3,60 | 0,32—0,38  | 4—5                               |
| IV возраст  | 3,12—5,78 | 0,48—0,60  | 8—10                              |
| V возраст   | 4,40—8,00 | 0,68—0,80  | 8—10                              |

### Куколка
Куколка продолговатая, светло-коричневая, длиной 7—10 мм. Она покрыта белым паутинистым коконом. Кокон покрывается частицами почвы и мусором. Куколка способна двигаться и, будучи потревоженной, брюшной конец тела изгибается из стороны в сторону. Ротовые органы, усики, ноги и крылья отделены от тела и слиты друг с другом. Две пары ног полностью соединены с крыльями.

## Образ жизни

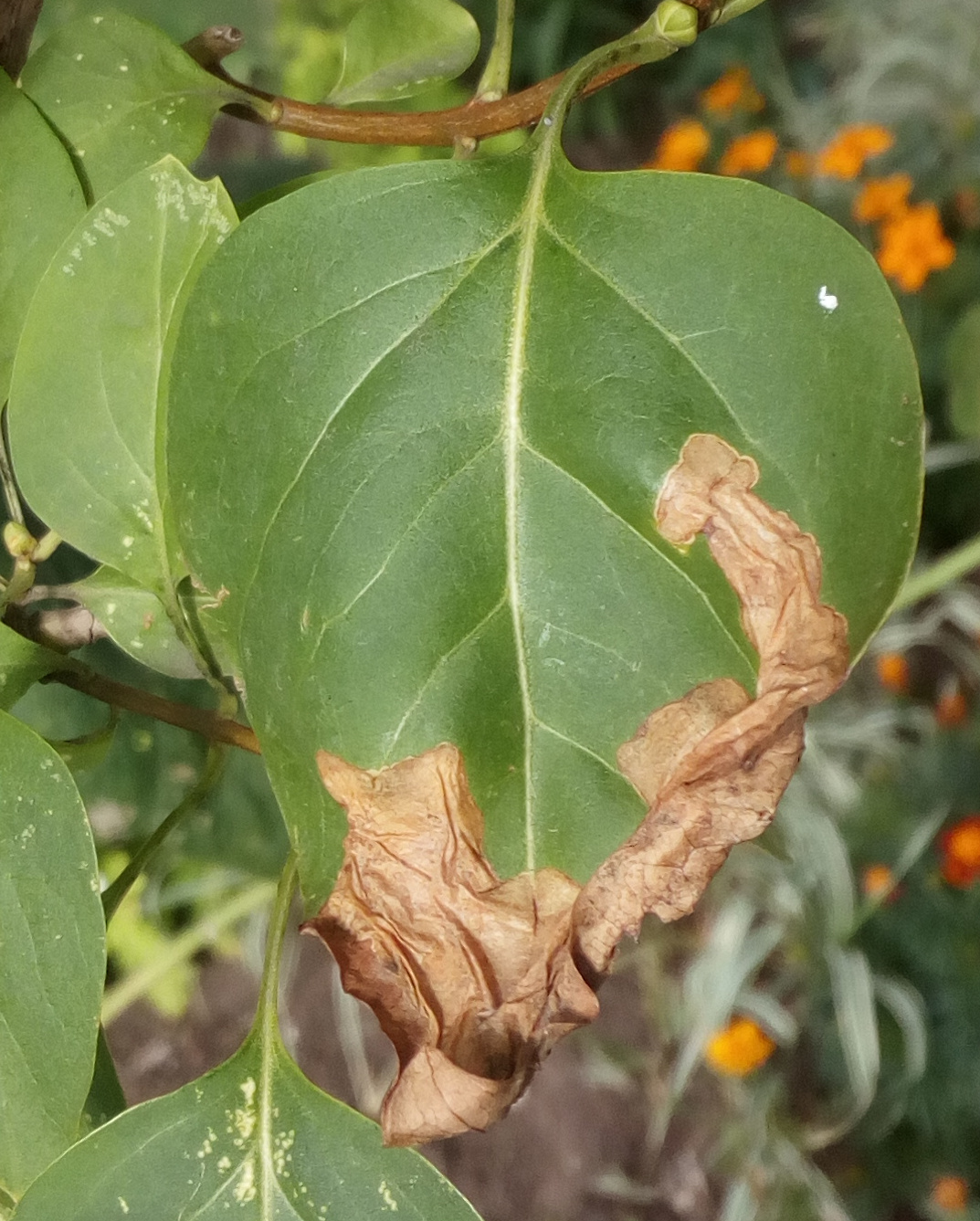
Лист сирени, поврежденный сиреневой молью-пестрянкой

Основным кормовым растением гусениц является сирень. Они также повреждают бирючину и ясень, могут питаться на бересклете, снежноцвете, жасмине, бузине, филлирее, форцизии и Forestiera. Есть предположение, что гусеницы, питающиеся не свойственными данному виду растениями, не могут завершить цикл развития.
В течение года на большей части ареала вид имеет два поколения. В степных и лесостепных районах Украины может быть до четырёх поколений. Вылет первого поколения наблюдается в мае. Численность гусениц первого поколения, как правило, низкая, численность же второго возрастает в 20—25 раз, и они наносят серьёзный ущерб, съедая до 80—100 % листвы. Продолжительность лётной активности имаго составляет 14—21 дней. Продолжительность жизни самок — около 5—7 суток. Самцы живут, обычно, не более суток. В состоянии покоя передняя часть тела приподнята, задняя опущена и опирается на брюшко и концы крыльев.
Спаривание происходит на траве, стволах деревьев и ветвях и на нижней поверхности листьев сирени. Продолжительность спаривания — от нескольких минут до, как минимум, 25 минут
Откладка яиц происходит вечером. Самки откладывают яйца вдоль центральной и боковых жилок в виде ленты по 2—12 штук на нижнюю сторону листа. В течение суток самка может отложить до 80 яиц, после чего снова происходит спаривание. В лабораторных условиях максимальная плодовитость составила 272 яйца. Самки избегают откладывать яйца на очень молодых листьев или на участках, расположенных слишком близко к краю листа.
Развитие в яйце протекает в течение 5—10 суток. Гусеницы четвёртого возраста становятся очень активными и группой выходят на поверхность листа и собираются на нижней поверхности. Вышедшие гусеницы сворачивают лист паутиной поперечно черешку. Процесс сворачивания листа занимает около двух часов. В свёрнутом листе гусеницы линяют в четвёртый раз. После окончания питания гусеницы спускаются на землю на паутинных нитях. Окукливание происходит в почве на глубине 1—5 см. гусеницы, заражённые наездниками, окукливаются в свёрнутых листьях или трещинах коры. Через 18 суток вылетает второе поколение молей. Цикл развития повторяется. Зимуют куколки.
Естественными врагами гусениц являются наездники следующих видов: Cirrospilus vittatus, Cirrospilus pictus, Cirrospilus elegantissimus, Closterocerus trifasciatus, Sympiesis sericeicornis, Minotetrastichus frontalis, Sympiesis gordius, Pnigalio soemius. Второе поколение сиреневой моли подвергается большему поражению наездниками, чем первое. Куколками моли питаются рыжие лесные муравьи, которые могут уничтожить почти всех куколок, находящихся в почве на глубине не более 2 см.

## Хозяйственное значение и меры борьбы
Листья, повреждённые сиреневой молью, снижают интенсивность фотосинтеза и теряется декоративность. Сильнее повреждаются растения в зелёных насаждениях городов, в меньшей степени — в питомниках.
По наблюдениям В. В. Строкова, сирень венгерская, сирень мохнатая и сирень персидская устойчивы к вредителю, а З. В. Лунёва с соавторами указывают, что сирень венгерская и сирень персидская сильно повреждаются. Американский энтомолог Р. Мурдох разделил растения, повреждаемые сиреневой молью-пестрянкой, на четыре группы. К сильно повреждамым он отнёс сирень обыкновенную, сирень пекинскую, сирень венгерскую, ясень обыкновенный. Легко повреждаемыми являются сирень персидская, сирень мохнатая, сирень гималайская, сирень Комарова, ясень узколистный, бирючина японская и бирючина овальнолистная. Незначительно повреждаются ясень манновый, ясень согдийский, бирючина обыкновенная. Едва повреждаются ясень американский, ясень пушистый, ясень пенсильванский. По мнению В. И. Кузнецова, данные о повреждении сиреневой молью-пестрянкой листьев ясеня связаны с ошибочной идентификацией, а на самом деле ясень повреждает Gracillaria loriolella.
Для подавления численности моли применяют механические и химические методы борьбы. Из химических препаратов используют метафос, фосфамид и актеллик. Также рекомендуют применять бактериальный препарат лепидоцид. Листья с минами собирают и уничтожают. Для уничтожения куколок осенью или весной требуется рыхлить или перекапывать почву под кроной на глубину 10—15 см. Уменьшению вредоносности способствует подкормка и полив растений.

## Кариотип
В диплоидном наборе насчитывается 30 пар хромосом.

## Распространение
Встречается в Западной Европе, европейской части России и Малой Азии. В Западной Сибири вид стал известен в 2013 году. Обнаружен в Новосибирской и Омской областях. В Северную Америку эта моль была завезена в 1923 году, встречается на юге Канады и в США.
В первые о моли, минирующей листья сирени, сообщил Антуан Реомюр в 1736 году во Франции. В 1794 году по сборам из Германии датский энтомолог Иоганн Фабриций дал первое научное описание этого вида под названием Tinea syringella. В 1864 году Генри Стэнтон отмечал многочисленность этого вида в Англии, Франции, Германии и Швейцари. В Северной Америке первоначально (1923 год) вид был отмечен в окрестностях Торонто, в Ньюкасле, Гуэлфе и Оттаве. В 1924 году он был найден в американском штате Вашингтон. В 1925—1928 годах вид был обнаружен в Британской Колумбии, Квебеке, Филадельфии и Нью-Йорке, в 1936 году — в Вермонте, в 1938—1939 годах — в Нью-Брансуике, Новой Шотландии и Айдахо, в 1943 году — в Ньюфаундленде. Сиреневая моль-пестрянка была завезена в Северную Америку на стадии куколки с саженцами сирени и попала на западное и восточное побережье в одно и то же время. Запрет на транспортировку растений с почвой в Канаде был введён только в 1965 году.

## Комментарии
1. ↑  Название дано по Universal Chalcidoidea Database. В статье В. В. Строкова — Tetrastichus cyclogaster.
2. ↑  Название дано по Universal Chalcidoidea Database. В статье В. В. Строкова — Eulophus stramineipes.
3. ↑  Название дано по Universal Chalcidoidea Database Архивная копия от 14 октября 2021 на Wayback Machine. В статье В. В. Строкова — Eulophus punctiscuta.